# 高橋錦吉

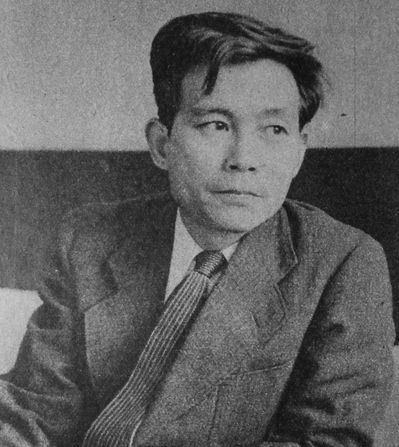
1952年

高橋 錦吉（たかはし きんきち、1911年9月15日 - 1980年9月23日）は、日本のグラフィックデザイナー。徳島県出身。

## 人物
第2次日本工房への参加・三省堂図案部での勤務の後、日本写真工芸社やFRONTでの活動や1938年の「日本スキー」のポスターが有名。戦前から活躍した、近代的なグラフィックデザイナーの1人であり、レタリングでその才能を開花させたことで知られる。
1935年、中央図案集団に参加。
1928年、広告作家懇話会に参加。
1940年、日本産業美術協会に参加。
熊田五郎とは神奈川県立工業学校(のちの神奈川県立神奈川工業高等学校)の同級。その縁で、熊田を日本写真工芸社に誘っている。
第二次世界大戦後の1951年には、原弘、亀倉雄策、早川良雄、山名文夫らと、日本宣伝美術協会を結成した。

## 著書
- 図案の基礎（1953年、美術出版社）
- 図案文字のかき方（1955年、改訂版1956年、美術出版社）
- 編集入門（水田茂、戸台俊などと共著、1957年、ダヴィッド社）
- 『レタリング入門』（1973年 大泉書店）

## 関連する展覧会
生前に1回展覧会が開催されたという情報があるが（写真家小松健一・オフィシャルサイト）、その詳細については確認中。

## 関連文献
- 世界に誇れる日本の芸術家555, PHP新書443, 三上豊・編, PHP研究所, 2007年（ISBN 978-4-569-65939-8, ISBN 4-569-65939-X）

## 高橋錦吉が装丁を行った本・雑誌
- 『年刊現代詩集』の『第三集・一九五六年版』（日本現代詩人会・1956年6月刊行）日本現代詩人会
- 雑誌『現代詩』ブログ「古本　海ねこ的　日々の暮し」